# André Bjerregaard
André Bjerregaard (født 3. september 1991) er en tidligere dansk fodboldspiller, der spillede for AC Horsens

## Karriere
Han har tidligere spillet i Superliga-klubben AC Horsens, hvor han var tilknyttet sommeren 2010 til sommeren 2017. Den 26. September 2010 fik han sin Superliga-debut i et 3-0 opgør på udebane mod FC Nordsjælland.

### KR Reykjavík
Bjerregaard skiftede den 11. juli 2017 til den islandske klub KR Reykjavík.
Efter sit karrierestop i fodbold gik han i lære som elektriker i Aarhus og ventes udlært i december 2023.[kilde mangler]